# Brachmia orthomastix
Brachmia orthomastix is een vlinder uit de familie tastermotten (Gelechiidae). De wetenschappelijke naam van deze soort is voor het eerst geldig gepubliceerd in 1931 door Meyrick.
De soort komt voor in tropisch Afrika.